# Kościół św. Anny w Wejherowie
Kościół Matki Bożej Uzdrowienia Chorych na Duszy i Ciele i św. Anny – wzniesione w latach 1648–1650 przez Jakuba Wejhera, to jeden z najstarszych zabytków miasta.
Wraz z Kalwarią Wejherowską i obrazem Matki Bożej Wejherowskiej koronowanym przez papieża Jana Pawła II, tworzy on Sanktuarium Pasyjno – Maryjne w Wejherowie.

## Historia
W 1646 roku Jakub Wejher uczynił starania u władz zakonnych ojców franciszkanów – reformatów o sprowadzenie do osady ojców i braci zakonnych, którym pragnął zbudować klasztor. W następnym roku przybyli z Wielkopolski do dzisiejszego Wejherowa pierwsi zakonnicy, wśród nich o. Grzegorz Gdański, pierwszy gwardian wejherowskiego konwentu. Początkowo zamieszkiwali oni w prywatnych domach przy obecnej ulicy Klasztornej, a nabożeństwa odprawiali w kościele parafialnym Trójcy Świętej, wzniesionym w 1643 roku przez Jakuba Wejhera jako akt wdzięczności wojewody za cudowne ocalenie w bitwie pod Białą Smoleńską.
W latach 1648–1650 Jakub Wejher zbudował franciszkanom kościół i klasztor, pierwotnie parterowy o konstrukcji ryglowej, do którego wprowadzili się oni w 1649 r.
Dwa lata później odbyło się poświęcenie klasztornego kościoła pod wezwaniem św. Anny.
Jesienią tego samego roku otwarto przylegającą do kościoła szkołę, która liczyła siedem oddziałów. W pierwszych klasach funkcjonowała jako szkoła elementarna, w klasach starszych miała charakter kolegium przygotowującego kandydatów do szkół wyższych – duchownych. Uczono w niej języka polskiego, niemieckiego, religii, łaciny i rachunków. Szkołę zamknięto w 1826 roku w związku z represjami władz pruskich, które prowadziły otwartą walkę z polskością i katolicyzmem – kulturkampf – dążąc także do kasaty wejherowskiego klasztoru.
Pierwsza próba likwidacji klasztoru w 1829 roku spotkała się ze zdecydowanym oporem ludności kaszubskiej i w rezultacie nie doszła do skutku. Kolejną próba usunięcia z miasta franciszkanów była prawnie ogłoszona w 1834 roku kasata klasztoru. Zakonnicy pozostali jednak w mieście i pozostali faktycznymi opiekunami Kalwarii. Franciszkanie zostali wyrzuceni z klasztoru dopiero w 1867 roku, a w 1875 roku decyzją władz pruskich, zmuszeni zostali oni do opuszczenia Wejherowa.
Po usunięciu z Jerozolimy Kaszubskiej ojców Franciszkanów, Kalwarią i klasztorem opiekowali się pozostali wejherowscy duszpasterze.
Po kilkudziesięciu latach wygnania i niemal trzystu latach od sprowadzenia ojców franciszkanów do Wejherowa, w uroczystość św. Franciszka 4 października 1946 roku powrócili oni do miasta i na Kalwarię. Zastali w poważnym stopniu zdewastowane i ograbione z cennego wyposażenia kaplice. Przystąpili natychmiast do ich wyremontowania i uzupełnienia wyposażenia. Pod ich okiem nastąpił też rozkwit kalwaryjskiego ruchu pielgrzymkowego, którego tradycje sięgają początków miasta i który trwa nieprzerwanie do dziś. Wznowili oni także wielkopostne Drogi Krzyżowe na Kalwarii, a także rozbudowali kościół klasztorny, w którego podziemiach powstało unikatowe Muzeum Franciszkańskie z bezcennymi zbiorami.
Jednym z największych osiągnięć powojennych o. franciszkanów w Wejherowie jest szerzenie kultu maryjnego, centralizowanego wokół łaskami słynącego obrazu Matki Boskiej Wejherowskiej, znajdującego się od wieków w bocznym ołtarzu kościoła klasztornego. Zwieńczeniem tych starań była koronacja obrazu Matki Bożej, której 5 czerwca 1999 roku, dokonał papież Jan Paweł II podczas mszy świętej na sopockim hipodromie. Tym samym powstało w Wejherowie sanktuarium Pasyjno – Maryjne, które jest celem licznych pielgrzymek.
W 2004 roku zainstalowano w świątyni kamerę monitoringu, a każdego 11 dnia miesiąca lokalna sieć kablowa przeprowadza transmisję telewizyjną mszy świętej, dzięki czemu także chorzy w domach mogą łączyć się na wspólnej modlitwie przed obrazem wejherowskiej Matki Bożej.
Przy kościele działają obecnie liczne grupy parafialne – Akcja Katolicka, Franciszkański Zakon Świeckich, Żywy Różaniec, Grupa Charytatywna, Franciszkańska Unia Misyjna, Franciszkański Ruch Apostolski, Grupa „Pójdź za Mną”, „Oaza św. Franciszka”, a także Liturgiczna Służba Ołtarza, Chórek Parafialny. Do niedawna istniała również Orkiestra Dęta.
Przy klasztorze funkcjonuje też „Kuchnia św. Franciszka”, która wydaje codziennie darmowe posiłki dla najuboższych.
11 lutego 2020 roku tj. w Światowy Dzień Chorego arcybiskup metropolita gdański – Sławoj Leszek Głódź, zmienił tytuł kościoła parafialnego. Poszerzył go o wezwanie: „Matki Bożej Uzdrowienia Chorych na Duszy i na Ciele i św. Anny”. To nawiązanie do pierwszego wezwania świątyni, które odnotował w swej kronice o. Grzegorz Gdański. Czytamy tam pod rokiem 1650 w przywileju króla Polski Jana Kazimierza, iż Jakub Wejher zbudował kościół na cześć Trójcy Świętej i św. Franciszka, a potem zbudował drugi kościół na cześć Najświętszej Maryi Panny i św. Anny z klasztorem Braci Mniejszych.

## Architektura i wyposażenie
Charakterystycznym elementem kościoła klasztornego jest barokowa fasada, podzielona korynckimi pilastrami na trzy pola, w których znajdują się zdobne polichromią wnęki. Oddzielony wydatnym gzymsem szczyt ma bardzo oszczędny wystrój w postaci kamiennych sterczyn i trójkątnego zwieńczenia oraz dużej wnęki pośrodku z malowidłem przedstawiającym patronkę kościoła – św. Annę. Pozostała część budowli ma anachroniczne dla tego czasu cechy gotyku.
Jednonawowe wnętrze o długości 30,6 m, z węższym od nawy trójbocznie zamkniętym prezbiterium, miało dawniej w przedniej części dwie położone naprzeciw siebie kaplice. Do dziś dochowała się tylko jedna, zachodnia, gdyż przebudowa przeciwnej strony dla uzyskania większej przestrzeni zlikwidowała kaplicę i zniszczyła ciekawy architektonicznie plan świątyni.
Interesujące artystycznie wyposażenie kościoła pochodzi głównie z drugiej połowy XVIII wieku. Należy tu pięć późnobarokowych ołtarzy, architektonicznej konstrukcji, z bogatym wystrojem snycerskim i przeważnie oryginalnymi obrazami z XVIII wieku. Na lewej ścianie prezbiterium zwraca uwagę rokokowa loża patronacka, a po drugiej stronie w tym samym stylu utrzymana kazalnica.
Do inwentarza zabytkowego kościoła należy duża ilość obrazów, między innymi cztery duże płótna nierównej wartości artystycznej – dwa na zachodniej ścianie nawy i dwa w kaplicy. Najcenniejszym jest „Pietà”, dzieło nieznanego malarza z początku XVIII wieku, wyróżniające się dobrym rysunkiem, interesującą kompozycją i niezłą kolorystyką.
Z historią fundacji Jakuba Wejhera związane jest malowidło na chórze za wielkim ołtarzem. Ukazana tu jest postać fundatora i jego pierwszej żony Anny Elżbiety na tle krajobrazu Wejherowa z budowlami świeckimi i sakralnymi. Obraz jest dziełem Stanisława Kłosowskiego, Polaka z gdańskiego cechu malarskiego, wykonanym w 1658 roku na zlecenie drugiej żony wojewody Joanny, odnowionym w 1849 roku przez Teodozjusza Rednera. Malowidło ma raczej wartość historyczną ze względu na ukazane realia z drugiej połowy XVII wieku.
Ozdobne kiedyś i opatrzone napisami płyty nagrobne rodziny Wejherów i Przebendowskich przed kaplicami zostały starte, podobnie jak większość cennych artystycznie i wartościowych historycznie nagrobnych płyt w kościołach pomorskich. Usunięto je z kościoła w związku z założeniem posadzki. Jedna z tych płyt znajduje się na zewnątrz przy ścianie kościoła.
Z pozostałych zabytków wymienić trzeba ozdobne balaski przed prezbiterium pochodzące z XVIII wieku i pięknie inkrustowaną rokokową szafę w zakrystii, a także prospekt organowy o formach późnego baroku z XVIII i XIX wieku. Cennym zabytkiem jest także srebrny złocony relikwiarz z XVIII wieku, dzieło wybitnego gdańskiego złotnika J.G. Schlaubitza.
Przytykający do kościoła budynek klasztorny z XVIII wieku został gruntownie przebudowany za czasów pruskich na szkołę i temu celowi służył do końca lat dziewięćdziesiątych XX wieku. Obecnie budynek pełni funkcję Domu Pielgrzyma.

## Podziemia

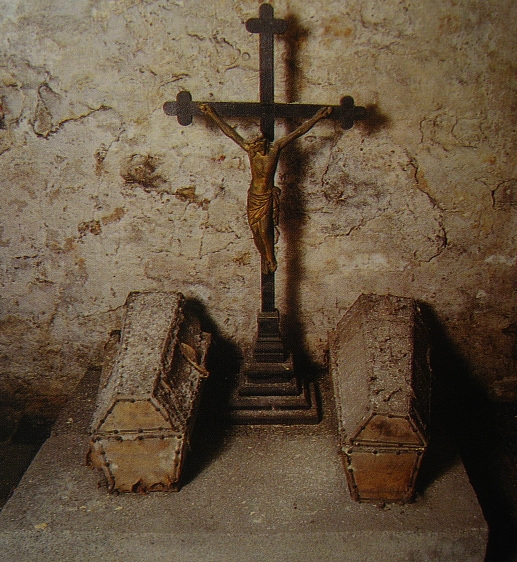
Krypty w podziemiach klasztoru

W 1971 roku udostępniono do zwiedzania podziemia kościoła, urządzając tam ekspozycję muzealną. W podziemiach znajdują się krypty ze szczątkami Wejherów, Przebendowskich oraz dobrodziejów i zakonników. Legenda głosi, że założyciel miasta spoczywa w trumnie zawieszonej na złotych łańcuchach. W rzeczywistości jednak ciało Jakuba Wejhera złożone jest w zwykłej trumnie oznaczonej wyrzeźbioną w drewnie koroną.

## Żłóbek

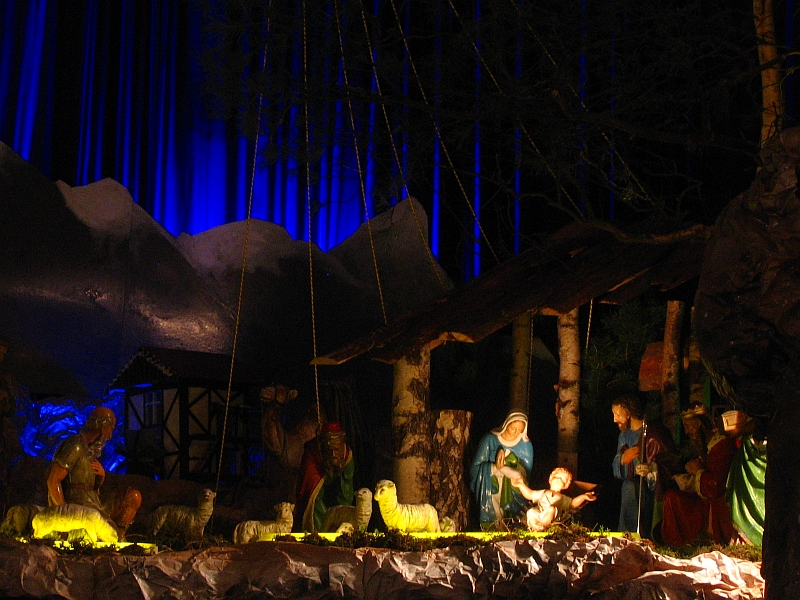
Szopka u wejherowskich franciszkanów

Od 1948 roku wejherowscy franciszkanie, zgodnie z tradycją swojego zakonu, budują w swoim kościele szopkę bożonarodzeniową. Największy w mieście żłóbek z ruchomymi elementami corocznie przyciąga mieszkańców Wejherowa i okolic.
Wymiary konstrukcji:
- Niebo: 30 m bieżących materiału i około 120 gwiazd
- Panorama: 20 m kwadratowych
- Rozmiary żłóbka: 12 metrów wysokości, 6 metrów głębokości i 7,2 metrów szerokości[5][6].